# Соколи (Вілейський район, Ільїнська сільська рада)
Соколи (біл. вёска Саколы) — село в складі Вілейського району Мінської області, Білорусь. Село підпорядковане Іллінській сільській раді, розташоване в північній частині області.

## Історія
У 1921–1945 роках застінок знаходилось у Польщі, у Вільнюській губернії, Вілейського повіту, гміні Хотеньчиці.

## Населення
- 1921 рік - 24 люди, 4 будинки[1].
- 1931 рік - 29 люди, 5 будинки[2].